# YSlow
YSlow — расширение для браузера Mozilla Firefox, измеряющее скорость загрузки страницы и её отдельных компонентов. Кроме измерения скорости, проводится анализ всех компонентов: есть ли заголовки, вынесены ли стили и скрипты в отдельные файлы, используется ли компрессия, перенаправления, анализируется даже взаимное расположение компонентов на странице и даются рекомендации по оптимизации, основанные на собственных исследованиях и тестах Yahoo в этой области.
Расширение работает не самостоятельно, а в качестве компонента, встраиваемого в расширение Firebug.